# Laser (借记卡)
镭射卡（英語：Laser）是爱尔兰的一类借记卡，由镭射卡服务有限公司运营。1996年镭射卡开始发行，至2010年约有300万张镭射卡流通。
2007年起，曾发行镭射卡的金融机构开始改发维萨或万事达借记卡。2014年2月28日，镭射卡退出市场。